# فضیل بن عیاض
فُضِیل بن عَیاض (زاده: ۱۰۱ یا ۱۰۵ هجری قمری، سمرقند و در ابیورد زندگی کرد - درگذشت: ۱۸۷ هجری قمری، مکه) سارقی بود که دزدی را کنار گذاشت و از جمله زاهدان مسلمان گشت. وی از عارفان نامدار قرن دوم هجری و از شاگردان جعفر صادق بود.

## زندگی
وی در ایام جوانی به راهزنی اشتغال داشت تا بر اثر حادثه‌ای توبه کرد. عطار دربارهٔ وی می‌نویسید:
یک روز کاروانی شگرف می‌آمد و یاران او کاروان گوش می‌داشتند. مردی در میان کاروان بود، آواز دزدان شنوده بود. دزدان را بدید. بدره زر داشت تدبیری می‌کرد که این را پنهان کند، با خویشتن گفت بروم و این بدره را پنهان کنم تا اگر کاروان بزنند، این بضاعت سازم. چون از راه یکسو شد، خیمه فضیل بدید. به نزدیک خیمه او را دید بر صورت و جامه زاهدان، شاد شد و آن بدره به امانت بدو سپرد. فضیل گفت برو در آن کنج خیمه بنه. مرد چنان کرد و بازگشت به کاروان. گاه رسید کاروان زده بودند، همه کالاها برده و مردمان بسته و افکنده. همه را دست بگشاد و چیزی که باقی بود جمع کردند و برفتند. آن مرد به نزدیک فضیل آمد تا بدره بستاند. او را با دزدان نشسته و کالاها قسمت می‌کردند. مرد چون چنان بدید گفت بدره زر خویش به دزد دادم. فضیل از دور او را بدید، بانگ کرد. مرد چون بیامد گفت: چه حاجت است؟ گفت: همان‌جا که نهاده‌ای برگیر و برو. مرد به خیمه دررفت و بدره برداشت و برفت. یاران گفتند آخر ما در همه کاروان یک درم نقد نیافتیم، تو ده هزار درم باز می‌دهی؟ فضیل گفت این مرد به من گمان نیکو برد؛ من نیز به خدای گمان نیکو برده‌ام که مرا توبه دهد. گمان او راست گردانیدم تا حق گمان من راست گرداند.